# Annobón
Annobón (o Annabon o Anabon; de l'expressió en portuguès ano bom 'any bo', que vol dir 'any nou' o 'cap d'any'), també coneguda com a Pagalu o Pigalu, és una illa que pertany a Guinea Equatorial. Es troba a les coordenades 1° 25′ S, 5° 38′ E / 1.417°S,5.633°E, a unes 220 milles a l'oest de Gabon. Ocupa una superfície de 17,5 km². Té uns 5.000 habitants. Les principals ocupacions econòmiques són la pesca i l'explotació forestal.

## Geografia, flora i fauna
Annobón és un volcà extint del qual només el pic de 598 m d'altitud sobre el nivell del mar i emergit fa 4,8 milions d'anys (s'anomena Quioveo), sobresurt. Té valls i muntanyes coberts per una rica vegetació. Hi ha diverses rieres i torrents i té un llac format en un cràter al centre de l'illa, que s'anomena Mazafin o A Pot. Hi ha diversos illots al voltant. A les majors altituds hi ha un bosc nebulós.
La capital de l'illa és San Antonio de Palé amb 600 habitants. Fins a la independència de Guinea Equatorial, aquest era el territori més al sud pertanyent a l'Imperi Espanyol.

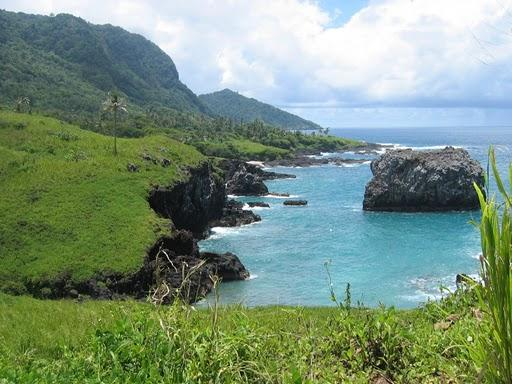
Paisatge costaner.

Hi ha dues espècies d'ocells endèmics, el Zosterops griseovirescens i el Terpsiphone smithii. No hi ha mamífers predadors però hi ha taurons en les aigües dels voltants. Pel que fa a la flora, hi ha 208 espècies de plantes vasculars (el 15% de les quals endèmiques) que inclouen el baobab, ceiba espècies del gènere ficus, falgueres i falgueres arborescents amb grans masses de molsa. Antigament s'hi van fer plantacions, actualment abandonades, de coco, cacau i cafè, que cobreixen encara el 75% de la superfície.

## Clima
No hi ha gaire diferència de temperatura entre els mesos de l'any (de 20 a 30 °C de mitjana). La temperatura diària varia entre 18 i 34 °C. La pluviometria anual es troba entre 2.000 i 3.500 mm.

## Població humana
Aquesta illa va ser descoberta pels portuguesos l'1 de gener de 1473 i per això li van dir “Ano Bom” va ser colonitzada i poblada per gent negra d'Angola. L'illa va passar a ser espanyola l'any 1778 pel Primer tractat de San Ildefonso, junt amb Fernando Pó (actualment Bioko) i la costa de Guinea per un intercanvi en el qual Portugal rebia més territori pel Brasil.
El principal idioma parlat a Annobon és un crioll portuguès (annobonès, Fá d'Ambô) També es parla el castellà que és idioma oficial.
Aquesta illa breument va pertànyer a la colònia Elobey, Annobón i Corisco fins a 1909.
Annobon té importància estratègica per Guinea Equatorial per servir com reclamació de més territori marítim per l'explotació de petroli. És inclosa dins de la província d'Annobón.

## Història
L'illa va ser descoberta pels portuguesos l'1 de gener de 1473. Va estar aparentment deshabitada fins a ser colonitzada pels portuguesos des de 1474, principalment per africans d'Angola a través de l'illa de São Tomé.
L'illa va passar a Espanya pel Tractat del Pardo de 1778. El tractat donava el control a Espanya de les illes portugueses d'Annobón i Fernando Poo (avui Bioko) i la costa de Guinea entre el Níger i l'Ogooué a canvi de l'acceptació espanyola de l'ocupació portuguesa de territoris al Brasil a l'oest de la línia establerta pel Tractat de Tordesillas. La colònia espanyola formada d'aquesta manera el temps seria conegut com a Guinea Espanyola.
La població de l'illa s'oposava a la cessió i era hostil als espanyols. Després del lliurament i quan la bandera espanyola va ser hissada per afirmar la sobirania espanyola, els illencs es van rebel·lar contra els nouvinguts, en part perquè se'ls considerava herètics per a la col·locació dels gossos en la seva bandera. (El disseny actual representa lleons.) Els espanyols van "expulsar" els gossos d'acord amb una tradició de llançar les bruixes del mar. Un estat d'anarquia va seguir, donant lloc a un acord pel qual l'illa va ser administrada per un cos de cinc indígenes, cadascun dels quals va ocupar el càrrec de governador en el període transcorregut en el qual deu vaixells desembarcaren a l'illa. Aquest govern autònom va continuar, amb l'illa reclamada per Espanya i Portugal, fins que l'autoritat d'Espanya es va restablir en aquest darrera part del segle xix. L'illa es va convertir breument en part de la colònia Elobey, Annobón, i Corisco, fins a 1909.
Els britànics va erigir una fortalesa a "San Antonio" el 1801, finalment legalitzada a través d'un contracte d'arrendament per part del govern espanyol el 1827. La base va ser utilitzada pels britànics per reprimir el comerç d'esclaus a l'Atlàntic.
Durant els últims anys de l'administració de Francisco Macías Nguema, el primer president de Guinea Equatorial, l'illa es deia Pigalu o Pagalu. La població pensava que hi havia prejudicis contra ells a Guinea Equatorial i alguns van començar a advocar per la separació. El 1993, el govern central, aïllat de l'illa, va decidir l'expulsió dels estrangers, incloses les organitzacions humanitàries. La població es va rebel·lar i va atacar la residència del governador. El govern va respondre amb dues execucions extrajudicials. La pressió internacional va alleujar les hostilitats, i els presos polítics van ser posats en llibertat.
Va ser sobretot a causa d'aquesta petita illa que Guinea Equatorial va sol·licitar just després l'estatut d'observador de la CPLP (la comunitat d'estats de parla portuguesa) que es va formar el 1996, el que va portar a una visita a Guinea Equatorial, el 1998, del ministre d'Afers Estrangers portuguès, Jaime Gamma. La seva identitat històrica, etnogràfica i religiosa es reflecteix en la seva suposada bandera provincial. El 2006, Guinea Equatorial va aconseguir la categoria d'observador a la mà de São Tomé i Príncipe, que va mantenir la pressió per aconseguir que Guinea esdevingués un membre de ple dret, en contra de la pressió internacional que volia aïllar el país a causa de violacions dels drets humans, convertint-se en un membre de ple dret en 2014 amb el suport molt actiu dels estats de parla portuguesa d'Àfrica, amb la llengua portuguesa sent restaurada com a llengua oficial.